# Cheilodipterus novemstriatus
Cheilodipterus novemstriatus är en fiskart som först beskrevs av Ruppell, 1838.  Cheilodipterus novemstriatus ingår i släktet Cheilodipterus och familjen Apogonidae. Inga underarter finns listade i Catalogue of Life.